# Los troyanos
Los troyanos (título original en francés, Les Troyens) es una ópera en cinco actos con música de Hector Berlioz y libreto en francés del mismo compositor, basado en los Libros I, II y IV de la Eneida, de Virgilio.

## Historia

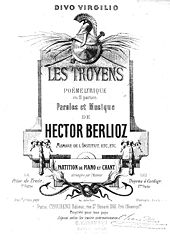
Cartel del estreno.

Compuesta entre 1856 y 1858, la ópera Les Troyens es el trabajo más ambicioso y largo de Berlioz, y la cúspide de su carrera como compositor. Sin embargo, Berlioz no vivió para verla interpretada completa. Con el título Les Troyens à Carthage, los últimos tres actos fueron representados en París el 4 de noviembre de 1863, seis años antes de la muerte del compositor (1869).
Berlioz nunca vio la representación de los dos primeros actos, llamados La prise de Troie. La primera producción integral de la obra, dividida en dos sesiones en dos noches, se hizo en el Großherzoglichen Hoftheater de Karlsruhe en 1890.
No se hizo una producción semejante a la concebida por Berlioz hasta 1957, en el Royal Opera House, del Covent Garden. La dirección musical corrió a cargo de Rafael Kubelík. 
Hay que señalar la representación que, también con dirección de Rafael Kubelik, se llevó a cabo en la Scala de Milán en el año 1960, destacando como histórico Eneas Mario del Mónaco (a quién el héroe troyano le sentó perfecto), Giulietta Simionato como Dido, y Fiorenza Cossotto como Casandra.
En la década de los 60 fue popularizada por la soprano francesa Régine Crespin que supo abordar los dos papeles protagónicos (Casandra y Dido) en una misma representación en el Teatro Colón de Buenos Aires, en la Ópera de San Francisco y en París. 
El estreno de la versión completa, tal como la concibió Berlioz, fue en Londres, el 17 de septiembre de 1969. La primera grabación integral la realizó el director británico Colin Davis en 1969 con Jon Vickers como Eneas.
Otro hito en la historia de la obra fue en 1983 durante la temporada centenaria del Metropolitan Opera cuando se representó dirigida por James Levine con Plácido Domingo, Tatiana Troyanos como Dido y Jessye Norman como Casandra en su debut metropolitano.
Para conmemorar el bicentenario del nacimiento de Berlioz en 2003, Les Troyens fue repuesta en la Ópera de la Bastilla, París (dirigida por John Eliot Gardiner), Ámsterdam (Edo de Waart), y el Metropolitan Opera de Nueva York (con Deborah Voigt como Casandra y la aclamada mezzosoprano americana Lorraine Hunt Lieberson en el papel de Dido).
Esta ópera se representa poco; en las estadísticas de Operabase aparece la n.º 263 de las óperas representadas en 2005-2010, siendo la 31.ª en Francia y la segunda de Berlioz, con 9 representaciones en el período. La Prise de Troie y Les Troyens à Carthage han tenido ocho representaciones cada una en el período.

## Argumento

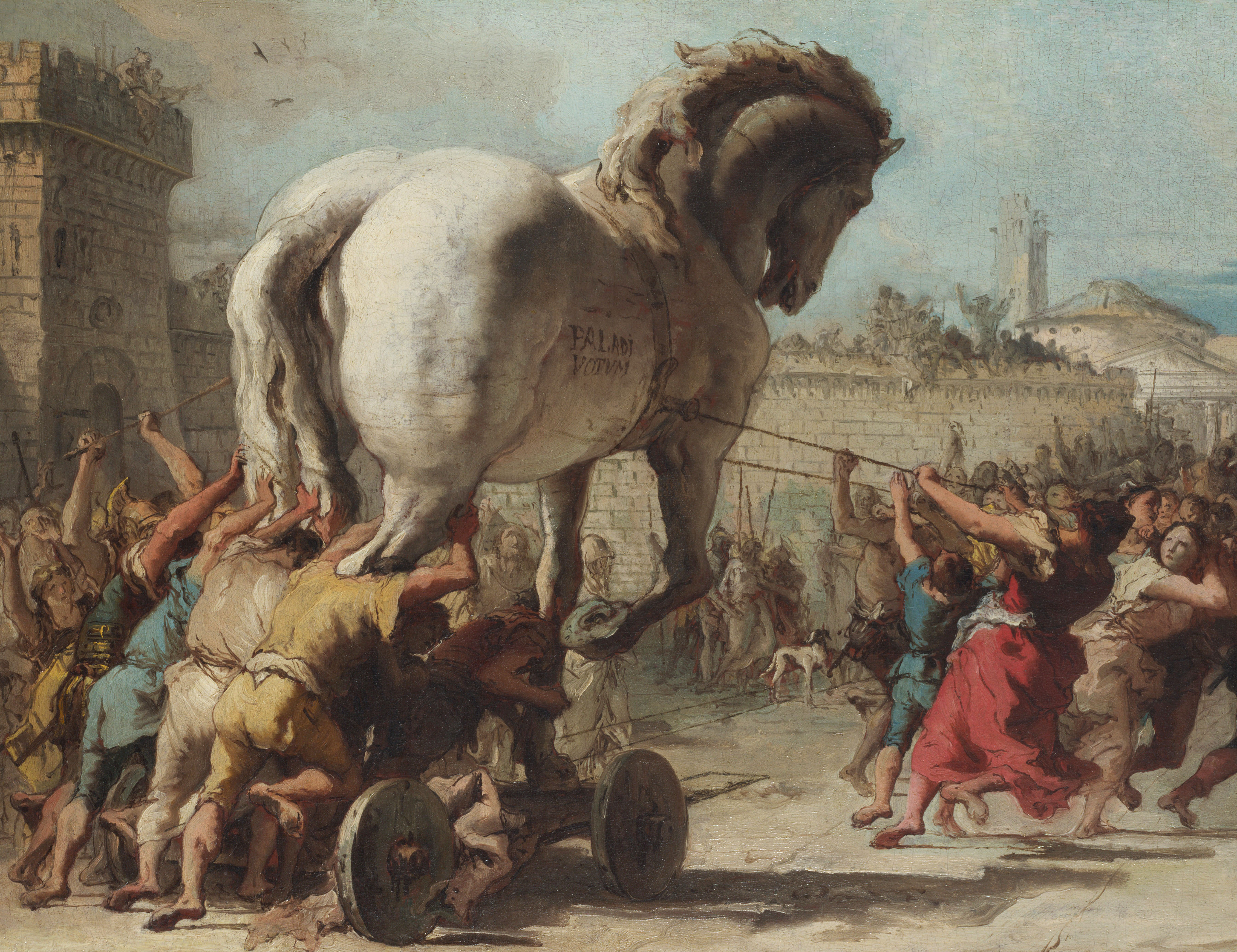
Detalle de La procesión del caballo de Troya en Troya por Domenico Tiepolo (1773).

### Acto I
En el campamento griego, abandonado, al pie de los muros de Troya
Los troyanos celebran la aparente liberación después de diez años de asedio. Ven un enorme caballo de madera abandonado por los griegos, y suponen que es una ofrenda a la diosa Palas Atenea. A diferencia del resto de troyanos, Casandra desconfía de la situación. Prevé que no vivirá para casarse con su prometido Corebo. Llega él, que insta a Casandra a olvidar sus presentimientos. Pero la visión profética cobra intensidad, y Casandra ve la total destrucción de Troya. Cuando entra silenciosamente Andrómaca, se detiene la celebración.
Eneas entonces se apresura para hablar de que el sacerdote Laocoonte haya sido devorado por una serpiente de mar, después de haber advertido a los troyanos de que quemaran el caballo. Eneas interpreta eso como un signo de la ira de la diosa Atenea por el sacrilegio. En contra de las fútiles protestas de Casandra, Príamo manda que metan el caballo en Troya y lo pongan junto al templo de Palas Atenea. Hay un sonido de lo que parece ser choque de armas dentro del caballo, pero los troyanos, en su engaño, lo interpretan como un feliz augurio. Casandra se desespera cuando ve la procesión, y se resigna a morir dentro del recinto de Troya.

### Acto II
Los soldados griegos que estaban escondidos en el caballo de madera, han salido de él y han empezado a destruir Troya y a matar a sus habitantes.
Escena 1: Palacio de Eneas
Con la lucha de fondo, la sombra de Héctor visita a Eneas y le dice que escape de Troya y marche a Italia, donde habrá de fundar una nueva Troya. Después de que Héctor se desvanezca, Pántoo trae noticia de que los griegos estaban escondidos en el caballo. Llega Ascanio con noticias de más destrucción. A la cabeza de una banda de soldados, Corebo insta a Eneas a que tome las armas para la batalla. Todos deciden defender Troya hasta la muerte.
Escena 2: Palacio de Príamo
Varias de las mujeres troyanas están rezando ante el altar de Vesta para que sus soldados reciban la ayuda divina. Casandra cuenta que Eneas y otros guerreros troyanos han rescatado el tesoro del palacio de Príamo y han evacuado a la gente de la ciudadela. Profetiza que Eneas y los supervivientes fundarán una nueva Troya en Italia. Pero también dice que Corebo está muerto, y decide morir ella. Las otras mujeres reconocen que Casandra tuvo razón en sus profecías y que fue un error no creerla. Casandra entonces llama a las troyanas a que se la unan en la muerte, para impedir ser deshonradas por los griegos invasores. Varias mujeres confiesan que les da miedo morir, y Casandra les dice que se aparten de su vista. El resto de las mujeres se une a Casandra. Un capitán griego las observa con admiración por su coraje. Llegan los soldados griegos y exigen el tesoro troyano a las mujeres. Casandra, desafiante, se burla de ellos, y de repente se apuñala. Políxena coge la misma daga y emula a Casandra. Las demás se burlan de los griegos, que llegan demasiado tarde para encontrar el tesoro, y, para horror de ellos, se abocan a un suicidio en masa. Casandra lanza un último grito de "¡Italia!" antes de caer, muerta.

### Acto III
Salón del trono de Dido, en Cartago

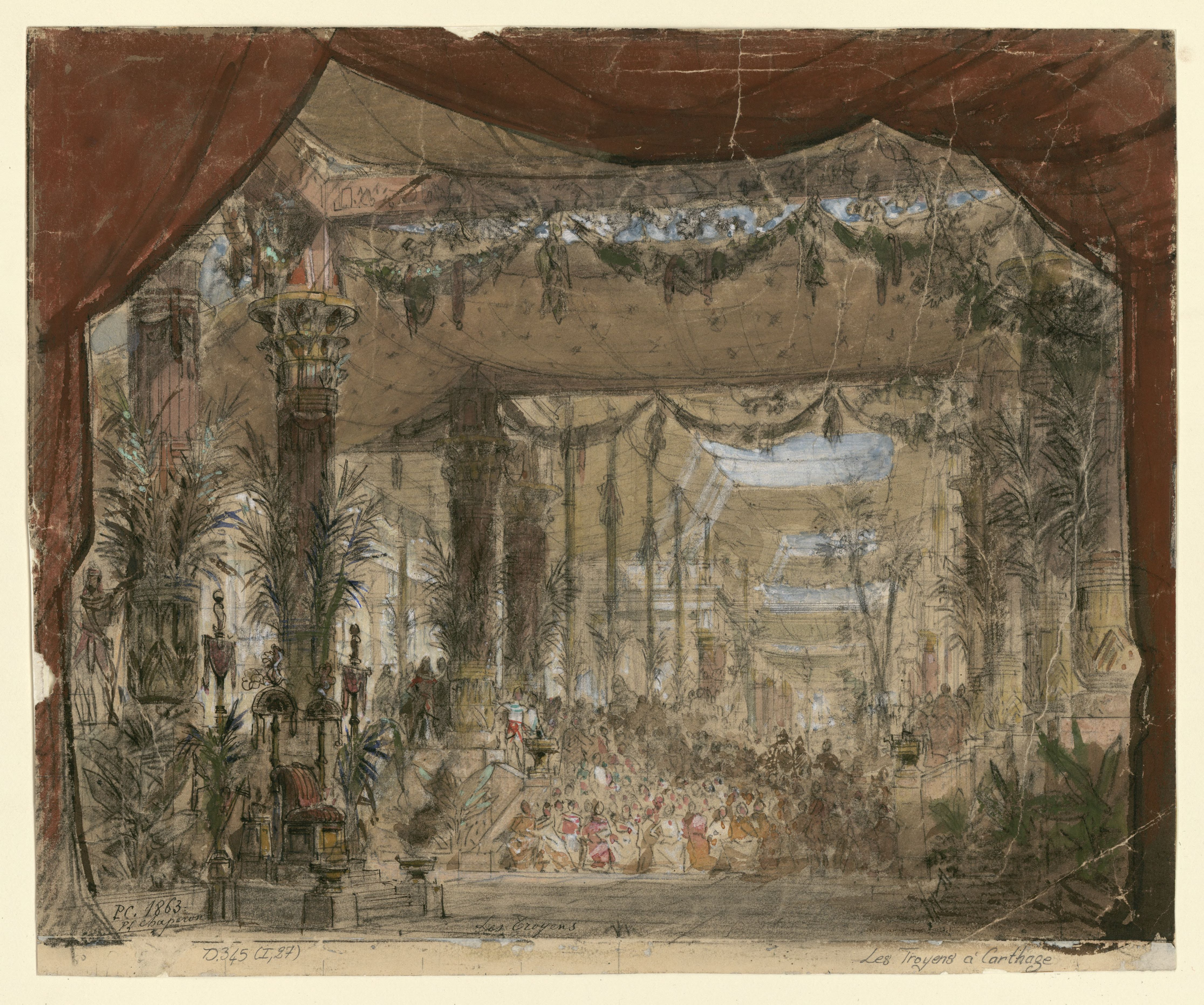
Diseño escénico para el salón del trono (1863)

Los cartagineses y su reina, Dido, están celebrando la prosperidad que lograron en los últimos siete años desde que se marcharon de Tiro para fundar una nueva ciudad. Dido, sin embargo, está preocupada por Yarbas, el rey númida, y no sólo porque le ha propuesto un matrimonio político. Los cartagineses juran que defenderán a Dido, y los constructores, marineros y granjeros ofrecen su tributo a Dido.
En privado después de estas ceremonias, Dido y Ana hablan de amor. Ana insta a Dido a casarse de nuevo, pero Dido insiste en honrar la memoria de su marido fallecido, Siqueo. Yopas entra entonces para hablarles de una flota desconocida que ha llegado al puerto. Recordando sus propios viajes marinos, Dido dice que estos extranjeros sean bienvenidos. Entra Ascanio, presenta el tesoro de Troya salvado, y relata la historia de Troya. Dido reconoce que sabe de su situación. Pántoo narra el destino final de los troyanos, que es fundar una nueva ciudad en Italia. Durante esta escena, Eneas está disfrazado como un marinero normal y corriente. 
Narbal entra entonces para decirle a Dido que Yarbas y su ejército están atacando los campos que rodean Cartago y se dirigen a la ciudad. Pero Cartago no tiene suficientes armas para defenderse. Eneas entonces revela su verdadera identidad y ofrece los servicios de su gente para ayudar a Cartago. Dido acepta la oferta, y Eneas confía a Ascanio al cuidado de Dido. Los cartagineses y los troyanos entonces se preparan para combatir a los númidas.

### Acto IV
Escena 1: Caza real y tormenta
Esta escena es puramente instrumental, ambientada en un bosque con una caverna en el fondo. Dido y Eneas han quedado separados del resto de la partida de caza. Estalla una tormenta, y los dos se refugian en la caverna, donde reconocen su atracción mutua y obran en consecuencia.

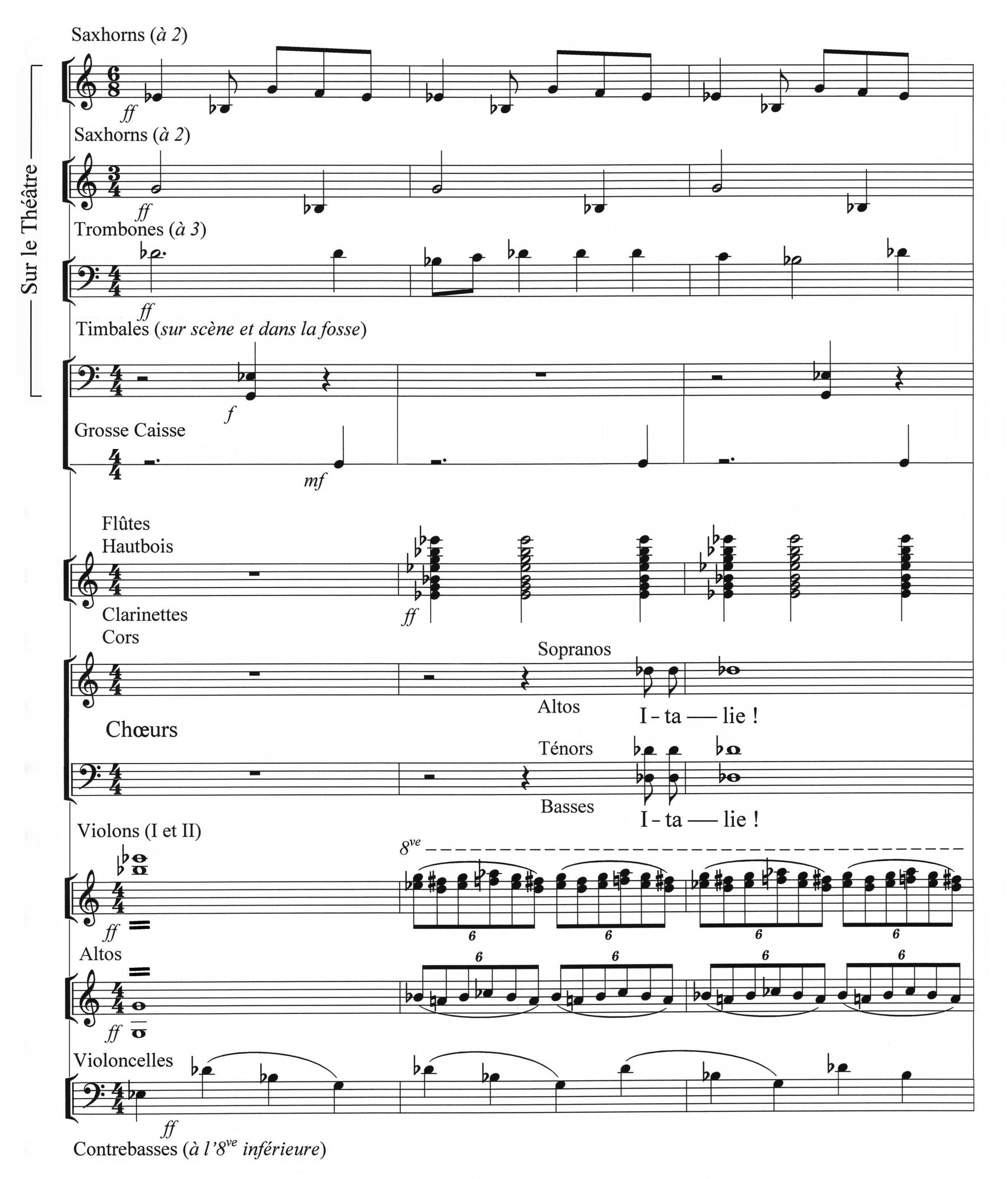
Fragmento de Caza real y tormenta.

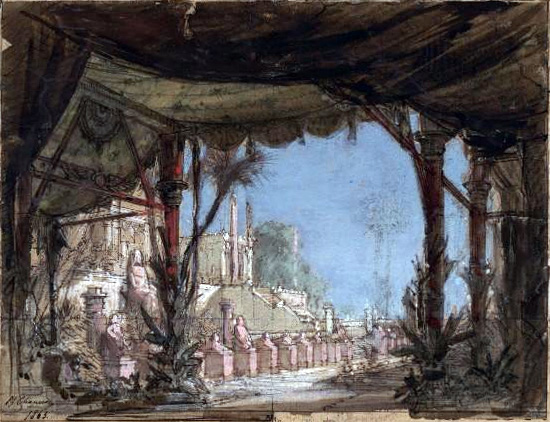
Jardines de Dido junto al mar (1863)

Escena 2: Los jardines de Dido junto al mar
Los númidas han sido derrotados, y tanto Narbal como Ana están aliviados por ello. Sin embargo, Narbal se preocupa porque Dido está siendo negligente con los asuntos de estado, distraída con su amor a Eneas. Ana rechaza tales preocupaciones y dice que eso indica que Eneas será un excelente rey para Cartago. Narbal recuerda a Ana, sin embargo, que los dioses han señalado Italia como destino final de Eneas. Ana responde que no hay dios más poderoso que el amor.
Después de la entrada de Dido, y de bailes por parte de danzarinas egipcias, los esclavos, y las esclavas nubias, Yopas entona una canción de los campos, a petición de la reina.
Dido pide a Eneas que le cuente más sobre Troya. Eneas revela que, después de algo de persuasión, Andrómaca se casó con el hijo de Aquiles, Pirro, que había matado a Héctor, el anterior marido de Andrómaca. Dido entonces empieza a cuestionarse sus sentimientos respecto a su difunto esposo. En un punto, Ascanio saca el anillo de Siqueo del dedo de Dido. Dido lo recupera, pero más adelante lo olvida. A solas, Dido y Eneas cantan un dúo de amor. Al final del acto, el dios Mercurio aparece y golpea el escudo de Eneas, y entonces llama tres veces: "¡Italia!".

### Acto V
Escena 1: La bahía de Cartago
Hilas entona una canción de nostalgia por su casa, a solas. Dos centinelas se burlan diciendo que nunca más verán su patria natal. Pántoo y los jefes troyanos discuten los signos de enfado del dios ante su tardanza de irse a Italia. Los centinelas dicen que ellos viven bien en Cartago y no quieren marcharse.  
Llega Eneas cantando su desesperación ante los portentos del dios y sus advertencias de que deben partir para Italia, y también su tristeza por la deslealtad a Dido que supondrá obedecer al dios. Las sombras de Príamo, Corebo, Héctor y Casandra se aparecen e incansablemente conminan a Eneas para que marche a Italia con su pueblo. Manda entonces Eneas a sus camaradas que se preparen para marchar esa mañana, antes del amanecer.
Aparece entonces Dido, sorprendida por el intento de Eneas de irse en secreto, y aún enamorada de él. Eneas alega los mensajes de los dioses para seguir adelante, pero Dido no acepta esa disculpa, y lo maldice mientras se marcha.

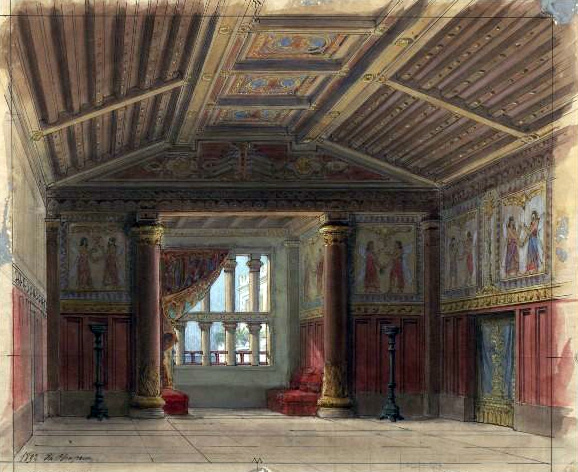
Habitaciones de Dido (1863)

Escena 2: Habitación de Dido al amanecer
Dido le pide a Ana que ruegue a Eneas por última vez que se quede. Ana se reconoce culpable al haber animado el amor de su hermana y Eneas. Dido, enfadada, arguye que si Eneas la hubiera amado dxe verdad, habría desafiado a los dioses; pero luego le pide a su hermana que ruegue a Eneas que se quede unos pocos días.
La multitud ha visto que los troyanos se marchan. Yopas lleva las noticias a Dido, que, enfurecida, exige que los cartagineses persigan a la armada troyana, la alcancen y la destruyan, y querría haber destruido a los troyanos cuando llegaron. Luego resuelve ofrecer sacrificios, y aniquilar así los regalos que le hicieron los troyanos y los que les hizo ella.
A solas, Dido se aboca a la muerte (Je vais mourir – "Voy a morir "), y después de expresar un último sentimiento de amor a Eneas, se prepara para despedirse de la ciudad (Adieu, fière cité – "Adiós, orgullosa ciudad ").
Escena 3: Los jardines del palacio

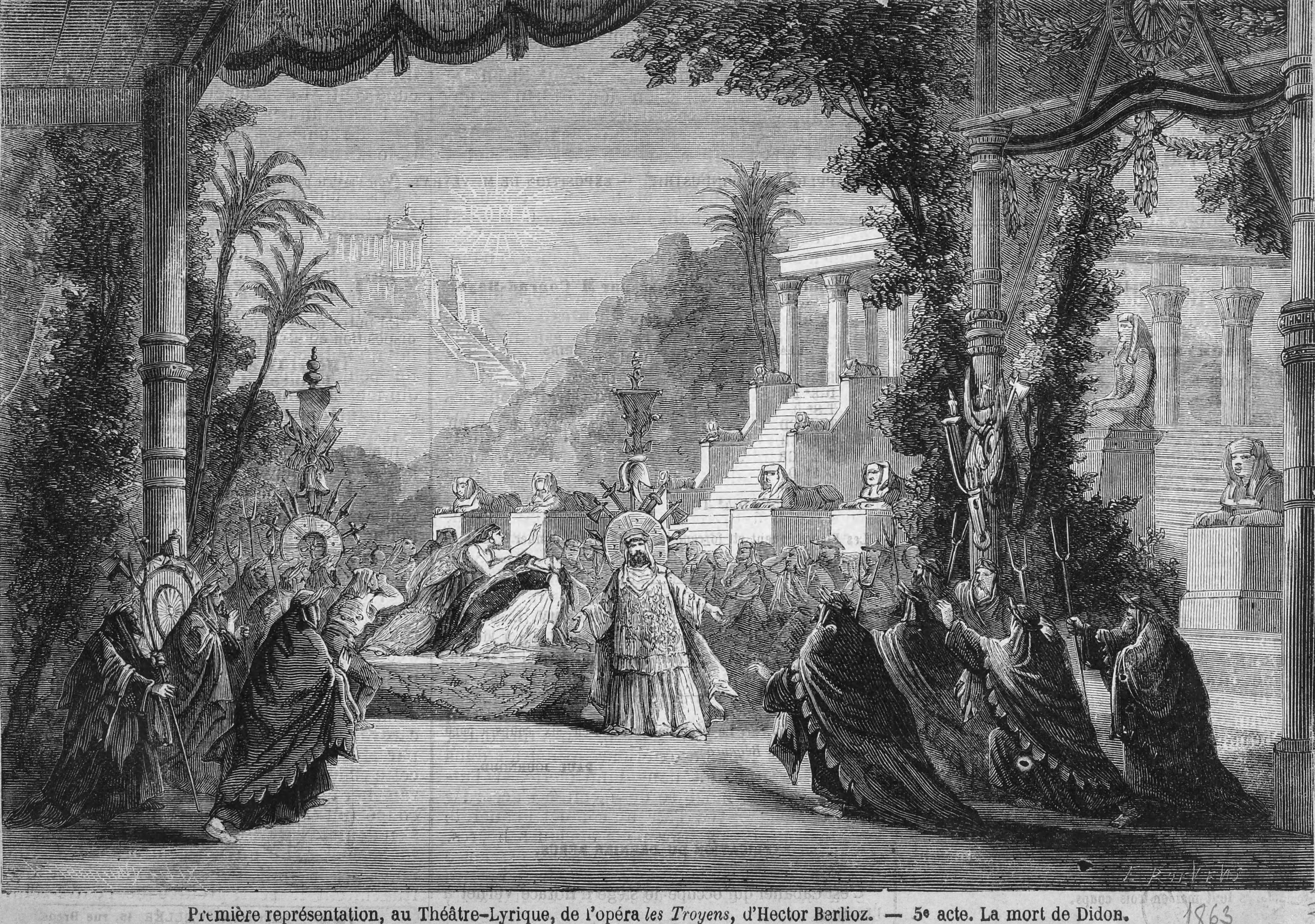
Ilustración de prensa del último acto (1863)

Se ha construido una pira sacrificial con los recuerdos de Eneas, al que maldicen Narbal y Ana con que sufra una humillante muerte en batalla (Dieux de l'oubli, dieux de Ténare – "Dioses del olvido, dioses de Ténaro "). Dido sube a la pira (Pluton ... semble m'être propice – Plutón ... parece serme propicio "), se quita el velo y lo lanza sobre la toga de Eneas (D'un malheureux amour, funestes gages). Tiene una visión de un futuro guerrero africano, Aníbal, que se alzará y atacará Roma para vengarla.
Para espanto de su pueblo, Dido se apuñala con la espada de Eneas. Pero en el momento de su muerte, tiene una última visión: Cartago será destruida, y Roma será "inmortal". Los cartagineses lanzan entonces una última maldición a Eneas y a los troyanos, y juran vengarse de que haya abandonado a su reina.

## Discografía
- Rafael Kubelik / Mario del Mónaco, Giulietta Simionato, Fiorenza Cossotto, Nell Rankin. La Scala. 1960. En italiano.
- Colin Davis / Jon Vickers, Peter Glossop, Josephine Veasey, Berit Lindholm, Anne Howells. 1969.
- Georges Pretre / Marilyn Horne, Nicolai Gedda, Shirley Verrett, Robert Massard, Veriano Luchetti. Roma. 1970.
- James Levine / Plácido Domingo, Tatiana Troyanos, Allan Monk, Jessye Norman, Paul Plishka. Metropolitan Opera. 1983.
- Charles Dutoit / Francoise Pollet, Deborah Voigt, Gino Quilico, Gary Lakes, Montreal 1993.
- Colin Davis /Ben Heppner, Michelle DeYoung, Petra Lang, Sara Mingardo, Peter Mattei, Stephen Milling. Londres. 2000.
- Sylvain Cambreling /Deborah Polaski, Russell Braun, Robert Lloyd, Jon Villars, Tigran Martirossian. Salzburgo. 2003. DVD.
- John Eliot Gardiner / Anna Caterina Antonacci, Susan Graham, Gregory Kunde. París. 2004. DVD.